# Menhir de la Murtra

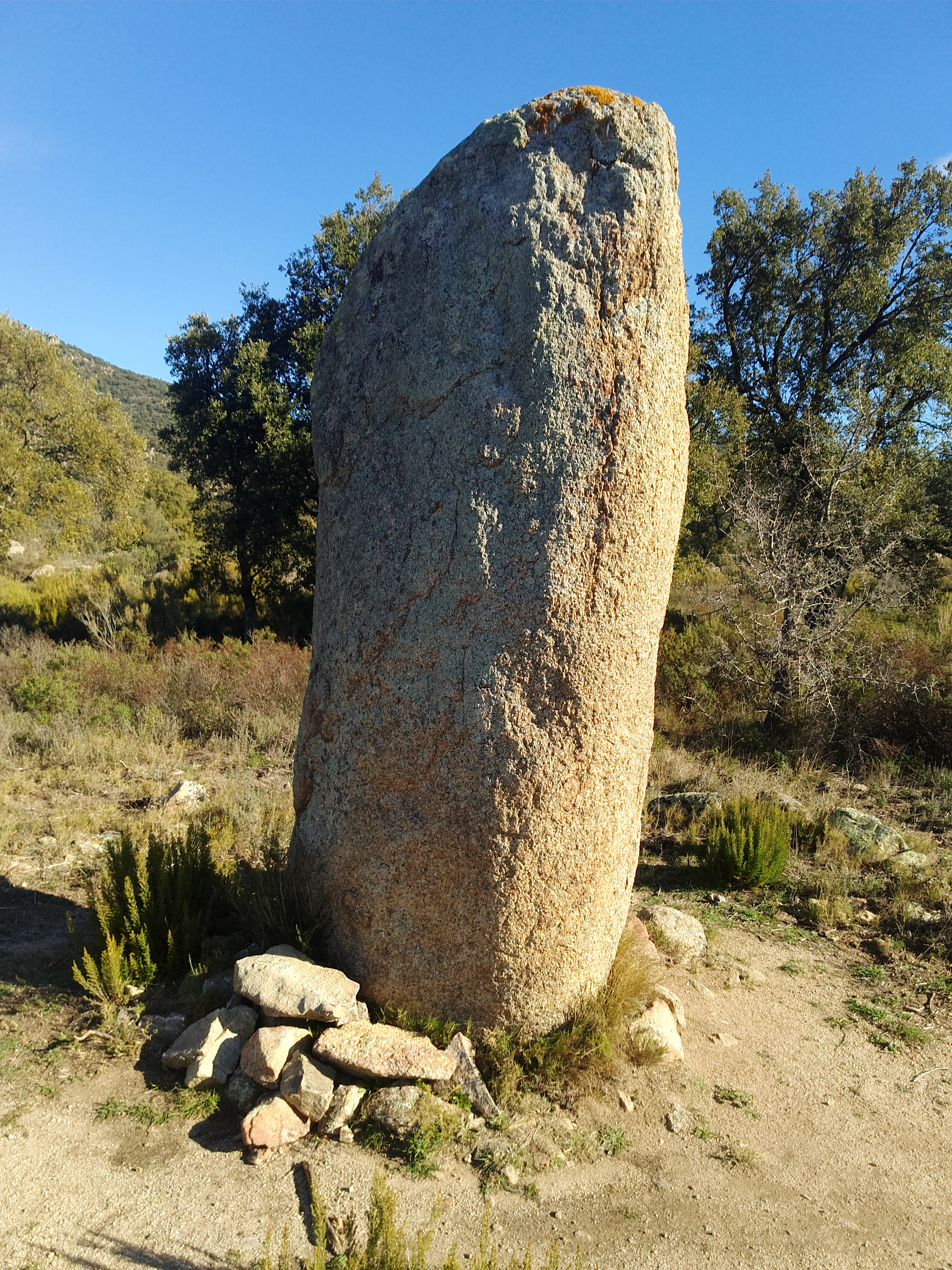
Menhir de la Murtra.

El menhir de la Murtra, también conocido como Piedra Gentil, Piedra Murtra o menhir de la Piedra Murtra, es un monolito de piedra arenisca situado en el municipio español de San Clemente Sasebas (Gerona), en un paraje conocido como La Murtra, del que toma su nombre. Sus dimensiones son de 3,25 m de alto por 1,30 m de ancho y 0,43 de grosor.
Fue citado por vez primera en 1879 por Antonio Balmaña. En junio del mismo año una comisión del Centro Excursionista de Cataluña, formada por Cèsar August Torras, Ursino Mitjans y Esteve Sunyer, lo visitó y realizó varios dibujos y croquis. Nunca ha sido excavado científicamente. Por el tipo arquitectónico del menhir y principalmente por la cronología de los sepulcros megalíticos del entorno se puede deducir que fue construido entre el 3500 y el 3000 a. C.